# مدیسون بورگ
مدیسون بورگ (انگلیسی: Madison Burge؛ زادهٔ ۱۷ اکتبر ۱۹۹۱) یک هنرپیشه اهل ایالات متحده آمریکا است. وی از سال ۲۰۰۵ میلادی تاکنون مشغول فعالیت بوده‌است.
از فیلم‌ها یا برنامه‌های تلویزیونی که وی در آن نقش داشته است می‌توان به اتاق زیرشیروانی و فرشتگان و دختران گاوچران اشاره کرد.